# مارتن يانكوفسكي
مارتن يانكوفسكي (بالألمانية: Martin Jankowski)‏ (و. 1965  م) هو شاعر، ومؤلف، وكاتب من ألمانيا، وألمانيا الشرقية، ولد في غرايفسفالت.

## جوائز
حصل على جوائز منها:
- جائزة المنافسة العامة  [لغات أخرى]‏ (1946)
- قائد الفنون والآداب